# Elista

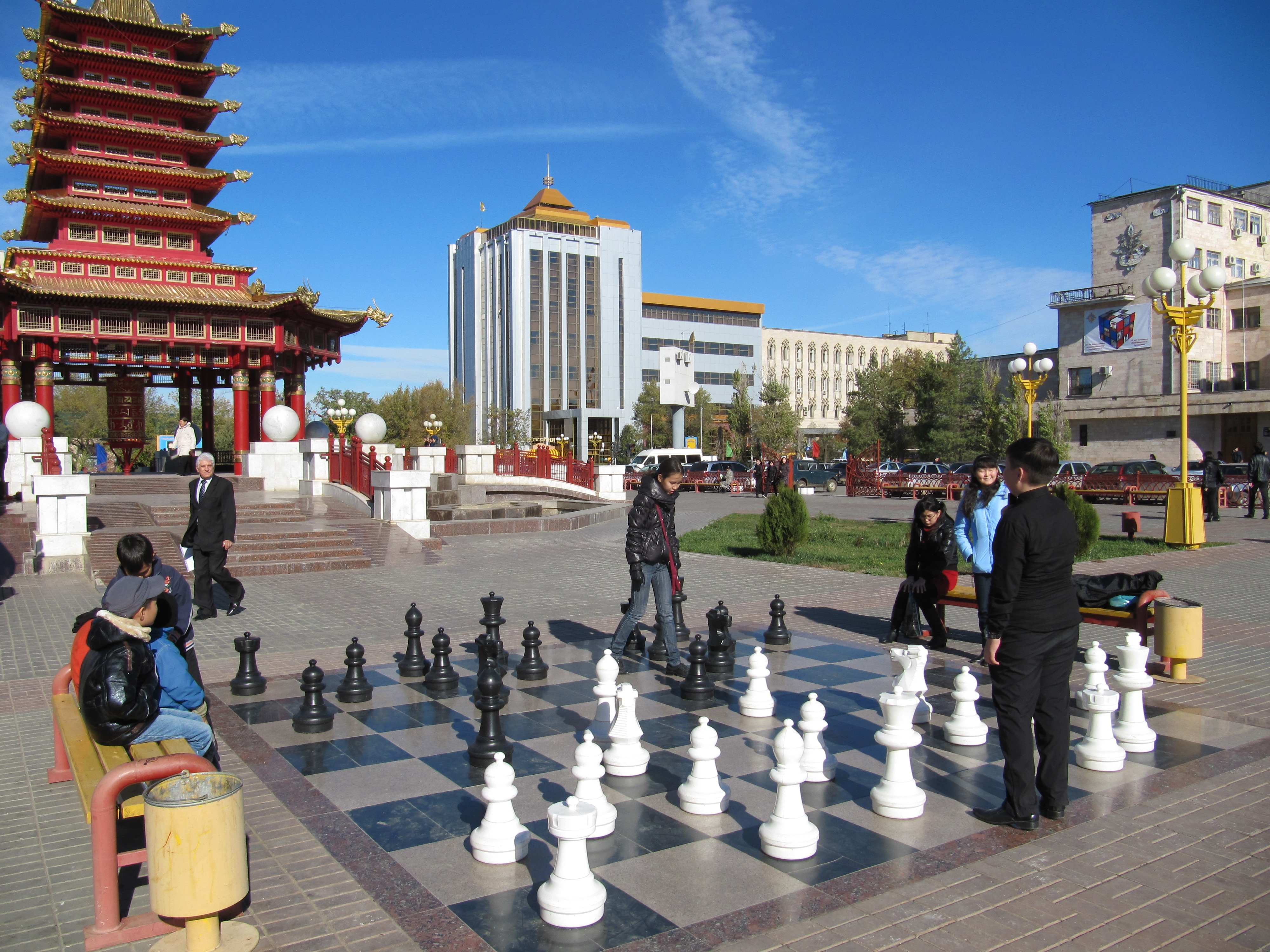

Elista (ru. Элиста) este un oraș din Republica Calmîchia, Federația Rusă și a avut o populație de 104.254 locuitori în 2002. Orașul Elista este capitala Republicii Calmâchia.